# Soledad Villamil
Soledad Villamil (La Plata, 19 de junho de 1969) é uma atriz e cantora argentina.
Em 2009, participou do filme O segredo dos seus olhos, vencedor do Oscar de filme estrangeiro.

## Filmografia (parcial)
- Teu Mundo não cabe nos Meus Olhos (2016)
- Todos tenemos un plan (2012)
- El secreto de sus ojos (2009)
- No sos vos, soy yo (2004)
- Un oso rojo (2002)
- El mismo amor, la misma lluvia (1999)
- El sueño de los héroes (1997)
- La vida según Muriel (1997)
- Un Muro de Silencio (1993)
- Vivir mata (1991)